# Shoesmith Glacier
Der Shoesmith Glacier (englisch für Hufschmiedgletscher) ist ein Gletscher auf Horseshoe Island vor der Fallières-Küste des Grahamlands auf der Antarktischen Halbinsel. Er ist der größte Gletscher der Insel und mündet in westlicher Fließrichtung sowohl in die Lystad Bay als auch in die Gaul Cove.
Das UK Antarctic Place-Names Committee benannte ihn 1958 in Anlehnung an die Benennung von Horseshoe Island (englisch für Hufeiseninsel).